# Non c'è titolo (Corrado)
Non c'è titolo è il sesto album di Corrado, pubblicato nel 1990. All'album hanno collaborato Maurizio Nicotra come ingegnere del suono oltre che al mixaggio assieme a Tony Ranno.

## Tracce
1. Attenti al lupo – 4:00
2. Mia moglie – 4:00
3. Si sempe tu – 3:00
4. Te si scurdata – 3:40
5. Nun me scuccià – 3:40
6. Io cerco a tte – 3:30
7. Te ne vaie – 3:35
8. Non si può tornare indietro – 3:00
9. Veronica – 3:33
10. Stasera – 3:18